# Trithyris prosopealis
Trithyris prosopealis là một loài bướm đêm trong họ Crambidae.